# Левасер PL.6
Левасер PL.6 (фр. Levasseur PL.6) је двочлани француски ловачки авион који је производила фирма Левасер (фр. Levasseur). Први лет авиона је извршен 1926. године. 

Највећа брзина у хоризонталном лету је износила 215 km/h. Размах крила је био 12,20 метара а дужина 8,75 метара. Маса празног авиона је износила 1350 килограма, а нормална полетна маса 2175 kg. Био је наоружан са два 7,7-mm митраљеза Викерс и два Луис.

## Наоружање
| Наоружање авиона: Левасер      |       |
| Ватрено (стрељачко) наоружање  |       |
| Топ                            |       |
| Митраљез                       |       |
| Број и ознака митраљеза        | 2 + 2 |
| Калибар                        | 7,7   |
| Бомбардерско наоружање (бомбе) |       |
| Ракетно наоружање (ракете)     |       |